# A Short Hike
A Short Hike ist ein Adventure-Spiel des kanadischen Indie-Spiel-Designers Adam Robinson-Yu. Es ist ein Open-World-Erkundungsspiel, in dem der Spieler die Aufgabe hat, den Gipfel eines Berges zu erreichen. Das Spiel wurde im Juli 2019 für Microsoft Windows, macOS und Linux, im August 2020 für Nintendo Switch und für PlayStation 4 und Xbox One im November 2021 veröffentlicht.

## Handlung
Die Protagonistin und Spielfigur ist Claire, ein anthropomorpher Jungvogel. Sie verbringt ihre freien Tage damit, in den Hawk Peak Provincial Park zu reisen, wo ihre Tante May als Ranger arbeitet. In einer Eröffnungs-Zwischensequenz fährt Claires Mutter sie zu einer Fähre, die sie für den Sommer in den Park bringt. Als Claire ankommt, informiert ihre Tante sie, dass es im Park außer am Hawk Peak keinen Handyempfang gibt. Claire ist noch nie auf dem Hawk Peak Trail gewandert, erwartet aber einen wichtigen Anruf und beschließt, zum Gipfel zu gehen. Es liegt dann am Spieler, ob Claire den anderen Tieren auf der Insel hilft oder nicht.
Als Claire den Gipfel erreicht, gratuliert sie sich selbst dazu und setzt sich. Bald klingelt ihr Handy und verrät, dass es sich bei der Anruferin um ihre Mutter handelt. Sie gibt zu, dass sie operiert wurde, nachdem sie Claire weggeschickt hatte. Claire ist verärgert, dass sie nicht für sie da war, aber Claires Mutter sagt, sie sei stolz auf Claire, weil sie den Hawk Peak bestiegen hat. Claire kann dann zu ihrer Tante zurückkehren, woraufhin sie ihr alle Nebenaktivitäten erklärt, die sie auf ihrer Wanderung gemacht hat.

## Spielablauf
Der Spieler steuert den Vogel Clarie, der durch einen Open-World-Welt fliegt und einen Gipfel erreichen soll. Zusätzlich muss der Spieler goldene Federn finden oder kaufen, die ihm zusätzliche Sprünge und die Fähigkeit ermöglichen, Felswände zu erklimmen. Der Gipfel kann mit nur sieben goldenen Federn erreicht werden. Sobald der Spieler den Gipfel erreicht hat, kann er den Park erkunden und nach Belieben Nebenaktivitäten durchführen.
Zusätzlich zum Hauptziel ist die Insel mit anderen Tieren bevölkert, die Nebenquests und Aktivitäten anbieten, darunter Angeln, das Finden verlorener Gegenstände und das Spielen eines Volleyball-ähnlichen Minispiel namens „Beachstickball“. Zu den Belohnungen für diese Aktivitäten gehören Gegenstände, die die Fähigkeit des Spielers verbessern, den Park zu erkunden, wie z. B. Laufschuhe oder ein Kompass. Der Spieler kann auch Muscheln, Stöcke, Münzen und andere Gegenstände sammeln, um diese Nebenquests abzuschließen.
Das Spiel hat einen adaptiven Soundtrack, der sich basierend auf Weltereignissen wie dem Wetter oder Spieleraktionen wie dem Fliegen ändert.

## Galerie

Screenshots aus dem Spiel „A Short Hike“
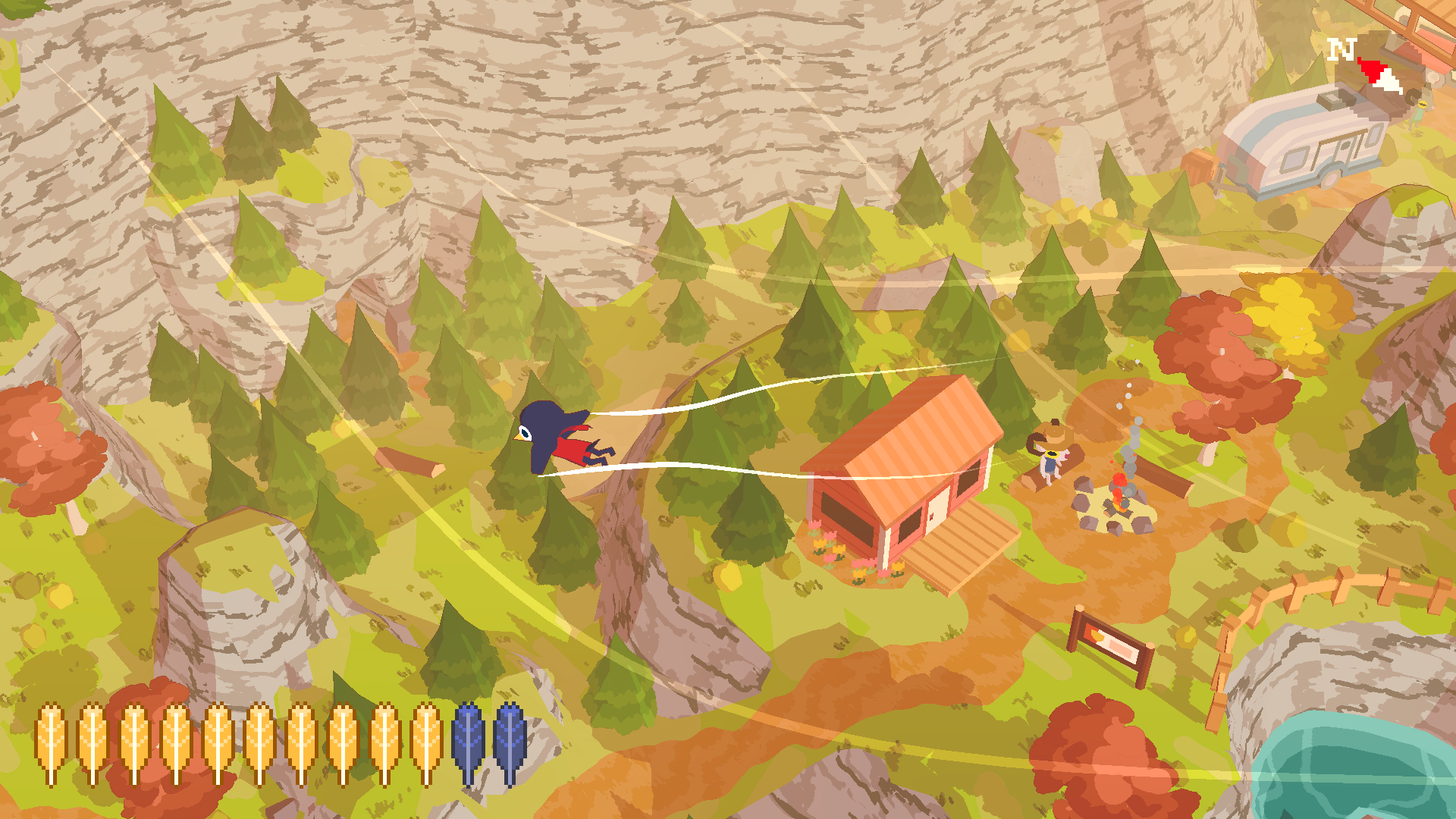
Claire gleitet über einem Wald
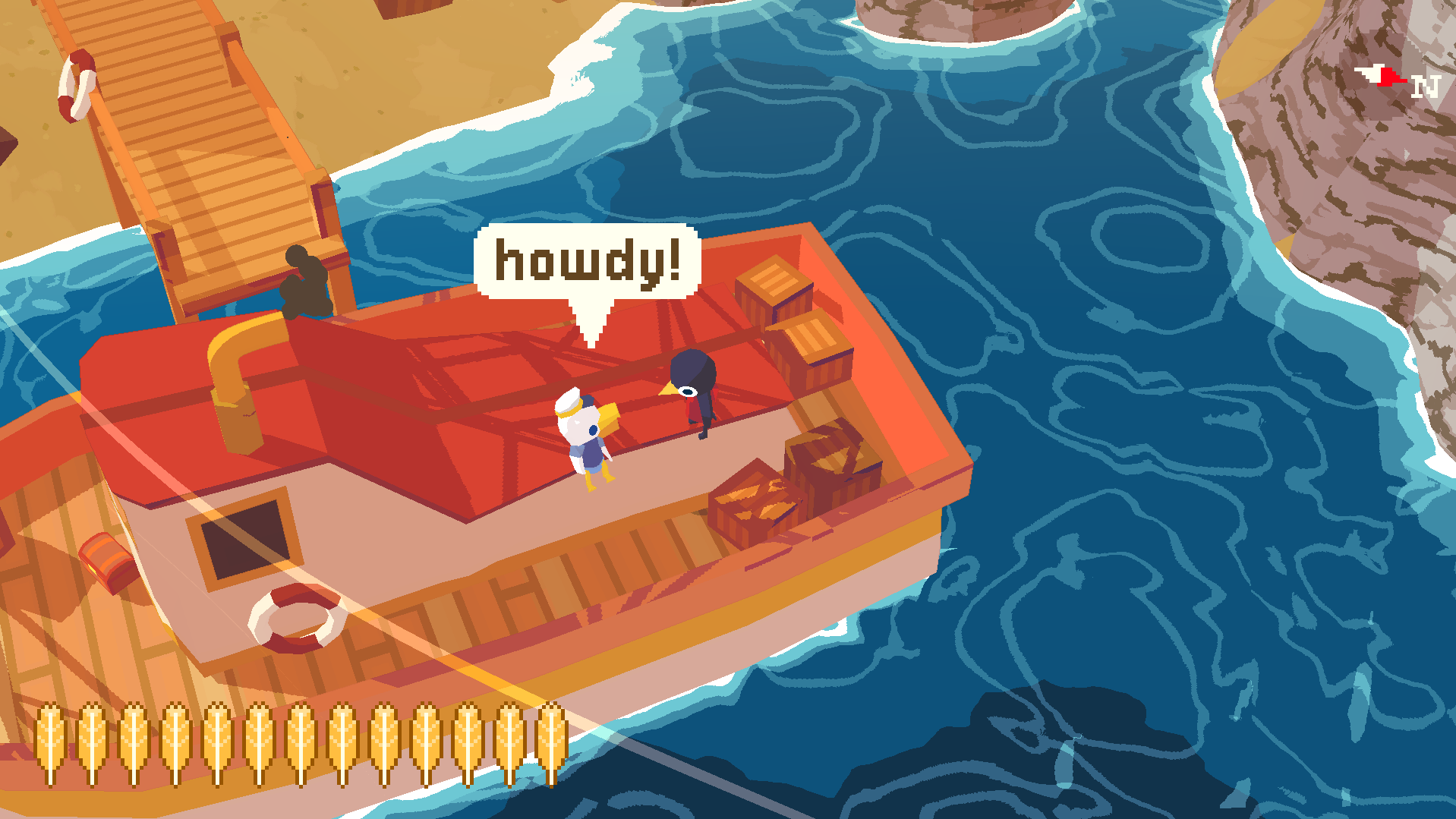
Die Protagonistin spricht mit einer Ente
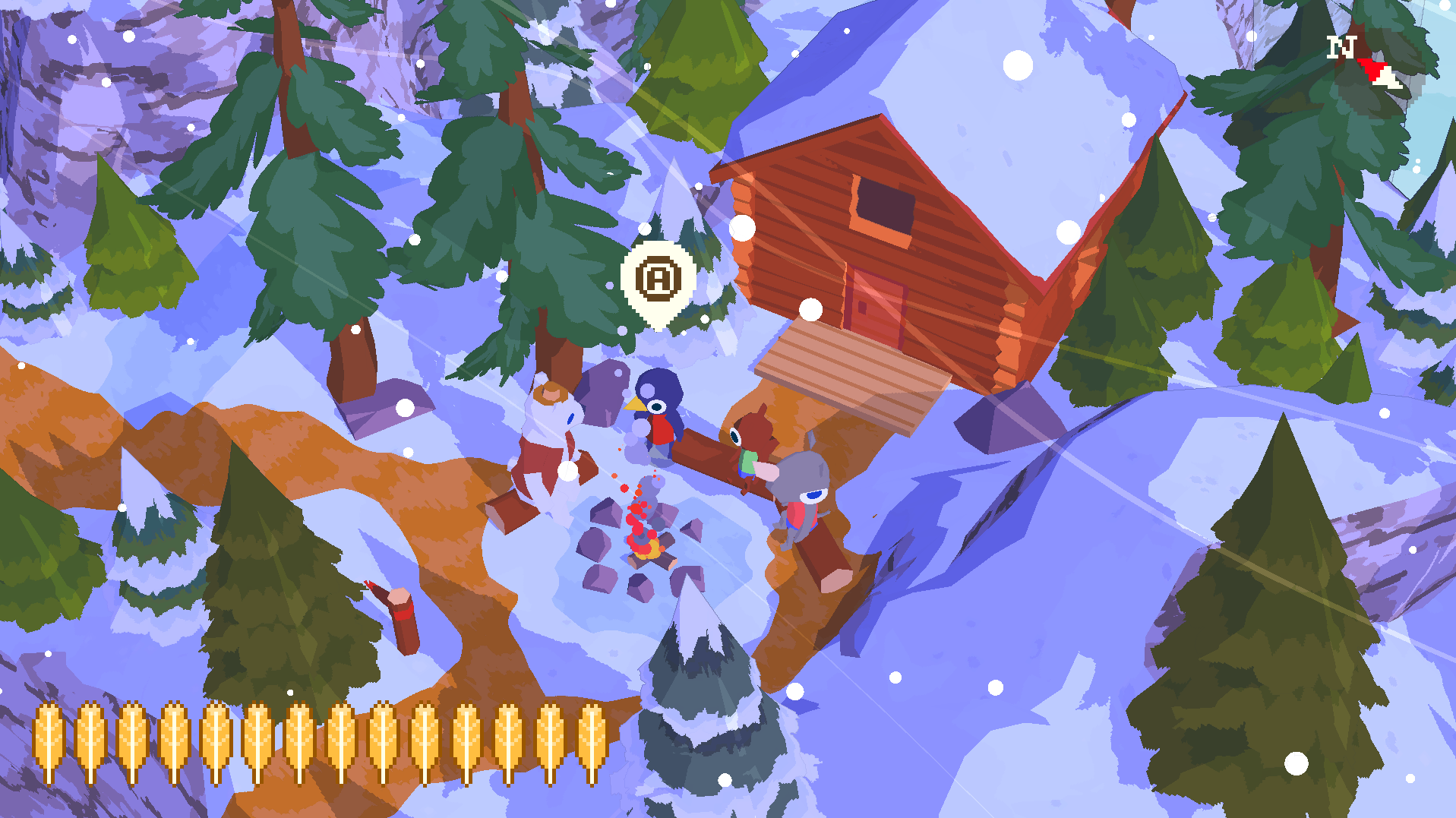
Mit Drücken von A lassen sich simple Konversationen führen
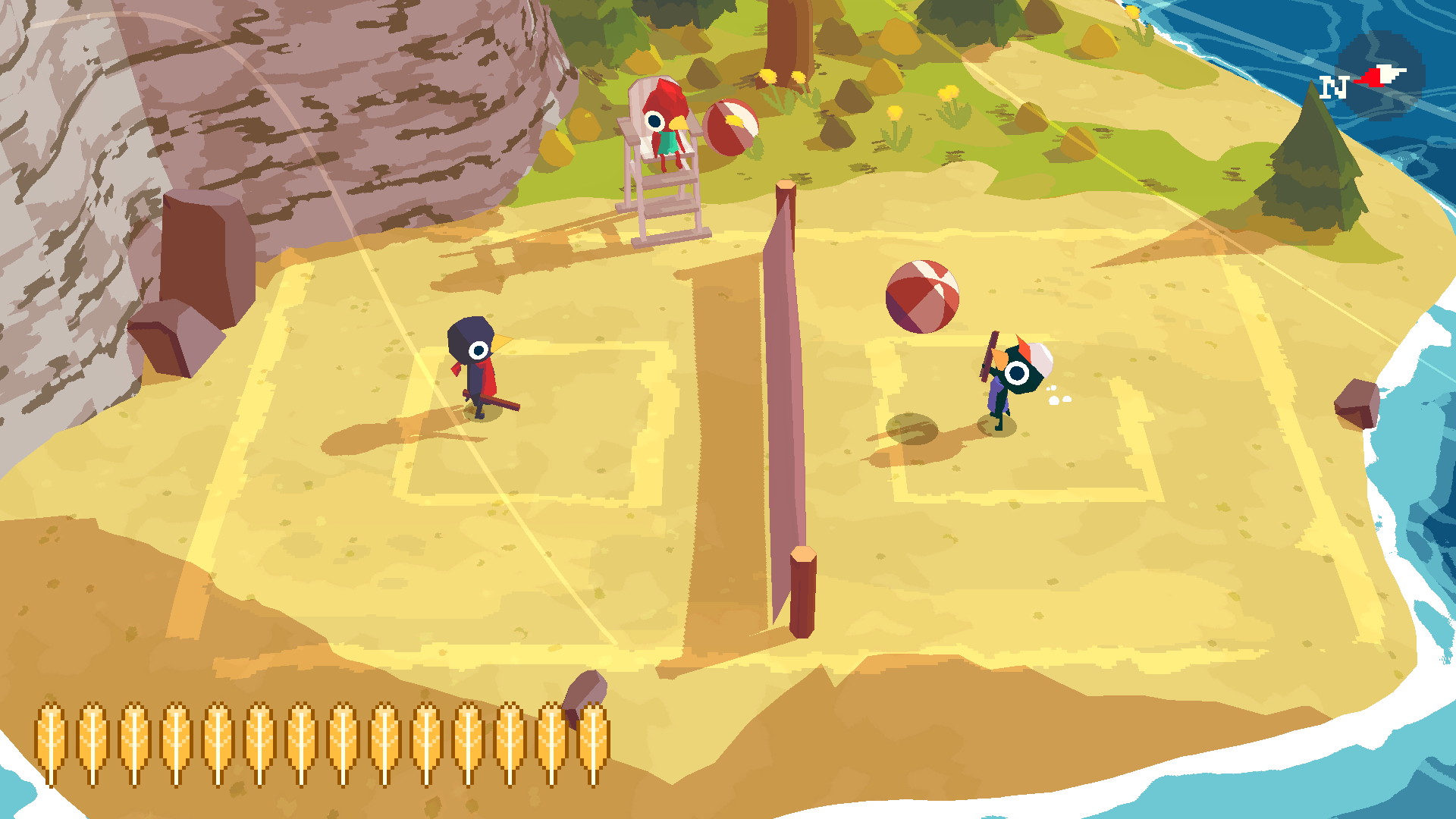
Beachstickball, ein Volleyball-ähnliches Minispiel

## Veröffentlichung
Das Spiel wurde am 5. April 2019 zunächst exklusiv für Humble-Monthly-Abonnenten und am 30. Juli 2019 regulär für Microsoft Windows, macOS und Linux veröffentlicht. Eine Version für Nintendo Switch wurde am 18. August 2020 veröffentlicht. Die PlayStation-4- und Xbox-One-Versionen wurden am 16. November 2021 veröffentlicht. Am 19. August 2022 wurde bekannt gegeben, dass das Spiel eine limitierte physische Veröffentlichung und eine Collector’s Edition für Nintendo Switch über Super Rare Games erhält, die am 25. August 2022 veröffentlicht wird.

## Rezeption
Die offene Welt des Spiels sei vergleichbar mit The Legend of Zelda: Breath of the Wild jedoch auch für Spieler mit geringem Zeitbudget geeignet. A Short Hike erlaube in aller Ruhe zu erkunden ohne von dem Spieler zu verlangen etwa alle Sammelobjekte zu finden.